# Gonfalonnier

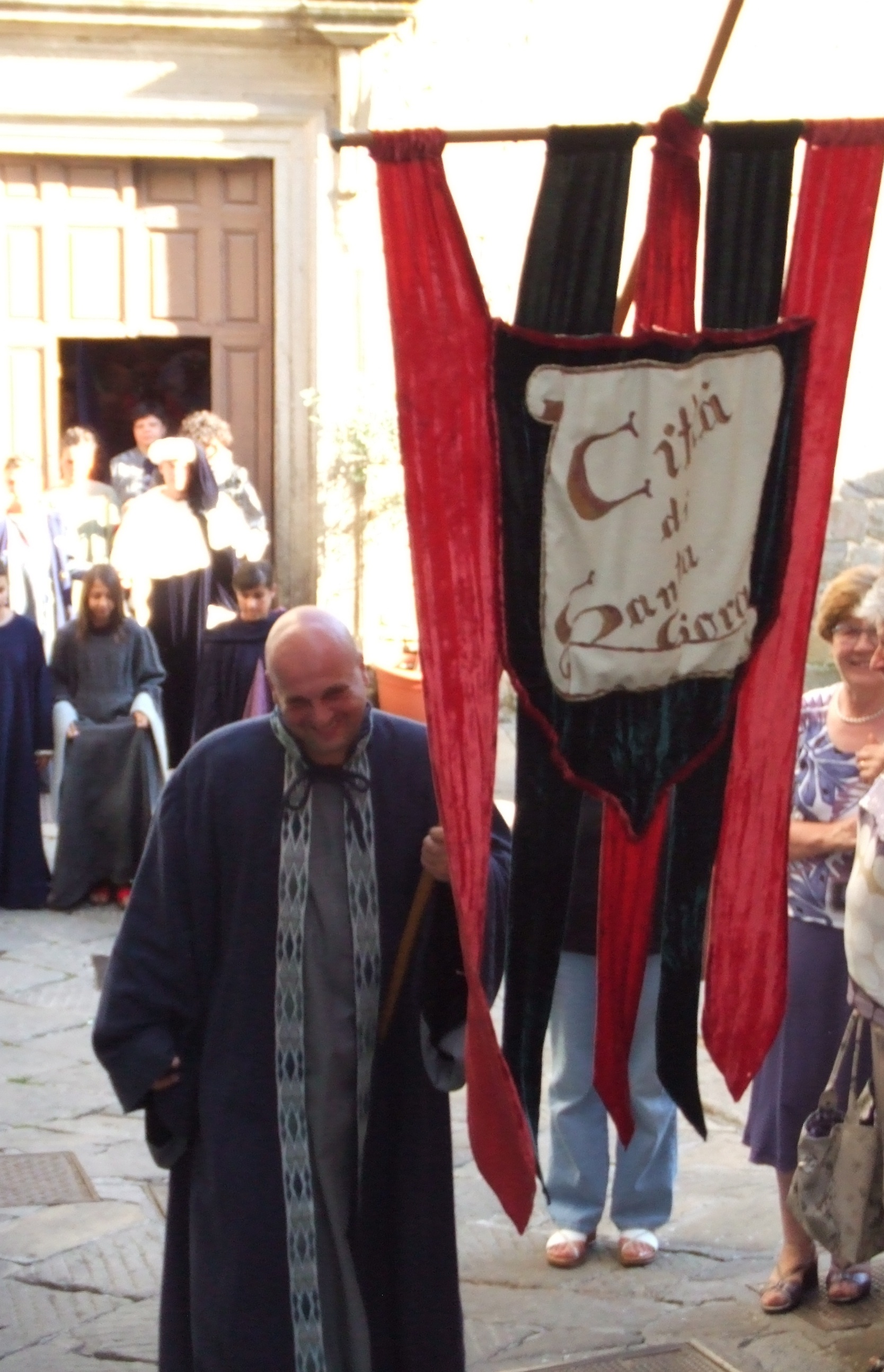
Gonfalonnier lors de la fête des saintes patronnes à Santa Fiora.

Le gonfalonnier (ou gonfalonier) est la personne chargée de porter le gonfalon (dit aussi gonfanon). Ce terme est particulièrement utilisé au cours du Moyen Âge en Occident.

## Historique
En Italie c'est souvent un titre. À Florence, le gonfalonnier de justice est le chef du gouvernement à l'époque de la République.
Dans cette ville, le gonfalonnier était l'un des neuf citoyens sélectionnés tous les deux mois pour former le gouvernement de la seigneurie de Florence. Il avait la charge de gérer la justice et il était gardien de l'étendard de la ville qui était porté accroché à une hampe croisée. Pour le distinguer de ses huit compagnons, sa veste était bordée d'hermine et décorée d'étoiles dorées. Le même titre est aussi utilisé à Lucques et Sienne.
À Rome, « gonfalonnier » est un titre honorifique, parfois héréditaire dans certaines familles :
- les Cesarini (it) au XVIe siècle, gonfalonniers du peuple romain ;
- les Farnèse gonfalonniers de l'Église.

Dans l’ordre du Temple, le gonfalonnier est le porteur du baussant, l’étendard de l’ordre, et joue un rôle particulier dans les batailles.